# Шумшеваши (Красночетайский район)
Шумшева́ши (чув. Шĕмшеш) — деревня в Красночетайском районе Чувашской Республики. Входит в состав Большеатменского сельского поселения.

## География
Находится в северо-западной части Чувашии на расстоянии менее 4 км на север по прямой от районного центра села Красные Четаи.

## История
Известна с 1795 года, когда здесь (тогда выселок деревни Шумшеваши, ныне села Аликовского района) было учтено 85 дворов и 579 жителей. В 1897 году было учтено 107 дворов и 616 жителей, в 1926—148 дворов и 737 жителей, в 1939—686 человек, в 1979—479. В 2002 году было 154 двора, в 2010 — 99 домохозяйств. В 1929 году был образован колхоз «Мотор».

## Население
Постоянное население составляло 329 человек (чуваши 99 %) в 2002 году, 244 в 2010.